# Ángela Mazzini Bricala
Ángela Mazzini Bricala (Cádiz, 1809-Santa Cruz de Tenerife, 1894) fue una escritora española de padres italianos. En 1835 se casó con el comerciante francés Charles Honoré Bridoux y Lefévre, y de su unión nació Victorina, quien también fue poeta.
Tras la muerte de su marido se dedicó a la enseñanza de idiomas, ya que dominaba el francés, el inglés y el italiano además del español, y en 1852 decidió trasladarse con su hija a Santa Cruz de Tenerife. Se integró plenamente en la vida cultural tinerfeña, participando en las veladas culturales y artísticas que suelen organizarse con fines benéficos. Un ejemplo de esta actividad cultural es la participación de Ángela y su hija en la representación de la obra El zapatero y el rey, de José Zorilla. También en estas veladas benéficas leyó sus poemas.
Su hija Victorina contrajo matrimonio con el capitán de infantería Gregorio Domínguez de Castro, con quien tuvo cuatro hijos, pero murió joven, en 1862, víctima de la fiebre amarilla. Sus poemas fueron reunidos por su marido en un libro con el título Lágrimas y flores.
La muerte de su hija fue un duro golpe para Ángela, quien deja traslucir su dolor en numerosos poemas, varios de ellos dedicados expresamente a Victorina.
Apenas hay noticias sobre las tres décadas siguientes de su vida. Tras la muerte de su nieta Sofía, su yerno se traslada a la Península con sus otros hijos, lo que deja a Ángela sin contacto directo con su familia y al parecer aumenta su soledad y melancolía. Según algunos testimonios, en los últimos años de su vida descuidó su aseo y su aspecto personal.
Murió en Santa Cruz de Tenerife en junio de 1894.

## Obra
Sus textos se haya repartidos en un gran número de periódicos y revistas publicados en Canarias en la segunda mitad del siglo XIX, aunque también publicó fuera de las islas. Escribió sobre instrucción pública, costumbres, comentarios literarios, etc., pero sobre todo destacó como poeta. No llegó a recoger su obra en un volumen, por lo que solo se conserva lo publicado en la prensa periódica.
Sus temas poéticos van desde el intimismo romántico hasta el existencialismo y la reivindicación social, incluyendo las alusiones a acontecimientos cotidianos de la época.